# Château de Saint-Julien-d'Arpaon
Le château de Saint-Julien-d'Arpaon est un château situé à Saint-Julien-d'Arpaon en Lozère, en France.

## Situation
Le château est situé sur la commune de Saint-Julien-d'Arpaon, en Lozère, à proximité de Florac, la sous-préfecture du département. Le village de Saint-Julien-d'Arpaon est traversé par la Mimente, au bord de la route nationale 106.

## Histoire
On retrouve les premières mentions du village au XIIIe siècle comme étant une possession des seigneurs d'Anduze. Cette puissante famille possède en effet en Gévaudan la baronnie de Florac, l'une des huit de la province. Odilon de Mercœur, alors évêque de Mende, en fait l'acquisition en 1266.
En 1618 le château, alors propriété de la famille de Gabriac, est démantelé. Au XVIIIe siècle, le château revient par héritage à la famille de Montcalm, famille rouergate ayant plusieurs possessions en Gévaudan, qui restaure la bâtisse.
Le château subira ensuite les affres du temps, et est actuellement à l'état de ruines. Il est cependant mieux conservé que beaucoup de châteaux en Gévaudan[réf. souhaitée].